# Villa Basilio Nievas
Villa Basilio Nievas är en kommunhuvudort i Argentina.   Den ligger i provinsen San Juan, i den centrala delen av landet, 1 000 km väster om huvudstaden Buenos Aires. Villa Basilio Nievas ligger 776 meter över havet och antalet invånare är 4 038.
Terrängen runt Villa Basilio Nievas är varierad. Runt Villa Basilio Nievas är det ganska tätbefolkat, med 86 invånare per kvadratkilometer.. Närmaste större samhälle är San Juan, 18,7 km öster om Villa Basilio Nievas.
Omgivningarna runt Villa Basilio Nievas är i huvudsak ett öppet busklandskap.